# Škocjan, Divača
Škocjan je gručasto naselje na jugovzhodnem obrobju Krasa v Občini Divača. Nahaja se na vrhu skalne vzpetine ob cesti Matavun - Betanja. Na eni strani je soteska reke Reke na drugi udornica Mala dolina.
V naselju stoji cerkev svetega Kancijana, izpred katere je lep razgled na Vremsko dolino in sotesko reke Reke.
Kraj je bil že zgodaj poseljen, o tem pričajo številni predmeti iz železa, fragmenti keramike in stekla. V rimski dobi je tu stal kaštel.
Po Škocjanu se imenujejo bližnje Škocjanske jame.